# سوما سایتو
سوما سایتو (انگلیسی: Soma Saito؛ زادهٔ ۲۲ آوریل ۱۹۹۱) صداپیشگی در ژاپن، خواننده، آهنگساز، و نویسنده اهل ژاپن است. وی از سال ۲۰۱۰ میلادی تاکنون مشغول فعالیت بوده‌است.